# 김대중 정부
김대중 정부(金大中 政府, 1998년~2003년)는 대한민국의 제6공화국의 세 번째 정부이다. 국민의 정부(國民의 政府)는 김대중 정부의 공식 명칭으로, 새 정부의 주권이 국민에게 있다는 뜻을 강조하는 의미에서 채택되었다.
새정치국민회의와 자유민주연합이 단일 후보로 내세운 김대중이 제15대 대통령 선거에 승리함으로써 제2공화국 이후 36년만에 여야 정권 교체를 이루어내며, 1998년 2월 25일에 김대중의 취임과 함께 출범했다. 2003년 2월 24일에 임기가 만료되었다. 국민의 정부는 20세기에서 21세기로 넘어가는 과도기를 상징하는 정권이다.
김대중 정부는 외환 위기 극복과 자유 민주주의와 시장 경제 병행 발전을 천명하였다. 이를 위하여 국정 전반의 개혁, 경제난의 극복, 국민 화합 실현, 법과 질서 수호 등을 국가적 과제로 제시하였다. 신자유주의 경제 정책을 본격화하였으며 외환위기를 극복하였고, 남북 화해 협력 정책을 추진하여 남북 교류를 크게 활성화시켰다. 처음으로 남북 정상 회담이 이루어져 6·15 남북 공동선언이 발표되고 남북 이산 가족이 만나는 등 남북 간의 긴장 완화와 화해 협력이 진전되었다. 하지만 임기 중에 발생한 최규선 게이트 사건, 윤태식 게이트 사건, 옷로비 사건, 새롬기술 사태, 이용호 게이트 등 각종비리 사건과 특히 신용카드 정책, 부동산 정책, 대북정책, IT 벤처기업 육성 정책 등이 비판의 대상이 되기도 했다.

## 정치
국민의 정부는 자유민주연합의 김종필과 새정치국민회의의 김대중의 단일화로 김대중이 제15대 대선에서 승리함으로써 1998년 2월 25일에 취임과 동시에 출범하게 되었다. 김대중과 김종필이 서로 단일화 한 것을 DJP연합이라고도 부른다.
하지만 김대중의 장남인 홍일이 이권과 관련된 로비에서 1억 5000만원을 받은 혐의로 구속된 것을 비롯해 차남 김홍업과 3남 김홍걸까지 세 아들이 구속되어 결국 대국민사과를 하였다. 또한 김대중의 대통령 당선에 기여했던 최규선이 각종 이권에 개입한 혐의로 구속된 최규선 게이트가 발생했다.

## 외교
2000년에 산마리노와 수교하였다. 동티모르, 아프가니스탄과 각 2002년에 수교하였다.

### 대미 정책
김대중 대통령은 민주당 빌 클린턴 대통령과 밀월관계를 유지했다. 하지만 후임인 공화당 조지 W 부시 정부가 출범하며 대북정책에 대해 다소 갈등이 있었다. 2001년 한.미 정상회담 이후 대북정책은 한국 정부가 추진하는 것과 전적으로 일치한다고 밝힌 바 있고, 전통적 동맹관계를 지속적으로 발전시키며 남북문제에 대해서는 한국의 입장을 존중할 것임을 밝히기도 했다.

### 대일 정책
1998년 11월 한일어업협정이 다시 체결되었다. 그 결과 독도가 한일 배타적 경제 수역 안에 놓이게 되었다. 이에 대해 독도의 영유권이 침해당했다며 헌법재판소에 헌법소원심판이 청구되었는데, 헌법재판소는 어업을 위해 양국이 정한 수역과 섬의 영유권 내지는 영해 문제는 서로 관련이 없다 하여 이를 기각했다. 2002년 월드컵 한일 공동 개최를 통해 한일관계 증진에 기여했다.
독도를 대한민국의 영토인데도 이를 중간수역으로 설정하면서 일본의 독도강탈 시도를 그대로 받아 들였다는 주장이 있다. 제성호 교수는 이런 중간수역은 일종의 '분쟁수역'이라고 평했다. 독도를 한일중간수역에 놓이게 한 신 한일어업협정을 수정해야 한다는 일각의 주장에 대해 최낙정 전 해양수산부 장관은 "실효성이 없다"고 일축했다. 협상을 다시 한다고 해도 일본이 독도를 우리 땅으로 인정해주지도 않을 것이고, 또 다른 마찰을 일으킬 수 있기 때문에 실효성이 없다"고 밝혔다. 그는 이어 "신 한일어업협정은 김영삼 정부 때부터 5년 간 진행되다 김대중 정부 들어 마무리 된 것"으로 "독도 영유권을 훼손했다고 보지도 않는다"고 말했다. 최낙정 전 장관은 또, 독도가 배타적 경제수역이 아닌 한일중간수역에 놓인 것이 일본의 독도 영유권 주장에 빌미를 준 것 아니냐는 질의에 "어업협정은 영토 영유권 문제와는 무관하다"고 설명했다. 최 전 장관은 "신 한일어업협정 조문에서 이 협정은 영유권에는 전혀 영향이 없다고 밝히고 있고, 헌법재판소나 국제사법재판소 역시 어업협정은 어업 문제에만 국한됨을 판시했다"고 덧붙였다. 박정희 정권 아래에서 이루어진 독도밀약과 한일협정이 독도가 우리땅임을 사실상 포기한 것이라는 주장이 있다.

### 대북 정책
국민의 정부의 통일 정책 방향은 1970년 10월 당시 야당 대통령 후보 자격으로 가진 기자회견에서 “나의 통일 정책은 폐쇄 전쟁지양에서 적극 평화지향으로 가자는 것”이라고 밝힌 데서 시작된다. 이후 평화공존, 평화교류, 평화통일에 입각해 공화국 연합제에 의한 국가연합제 단계→연방제 단계→완전 통일의 단계를 거치는 점진적 통일 방식인 ‘3원칙, 3단계 통일 방향’을 구상하고 대통령으로 당선된 직후 김정일과의 정상회담을 공식 제안했다.
햇볕정책은 조선민주주의인민공화국에 대한 대한민국의 대외 정책으로, 북조선에 협력과 지원을 함으로써 평화적인 통일을 목적으로 하는 정책이다. 햇볕정책은 비유법으로 사용된 상징어로 대북포용정책 또는 포용정책으로도 불리고, 공식적인 명칭은 대북화해협력정책이다.
대북외교 정책 중 햇볕정책으로 시작된 대북 포용정책은 국민의 정부 주요 정책중 하나이다. 국민의 정부 이전에는 북한과의 관계는 형식적이고 교류가 이루어지지 않은 상태로 군사적 대치관계에 놓여있었으나, '선평화 후통일'을 통일의 기본원칙을 계승해 국민의 정부에 들어서 교류를 기반으로 한 화해, 협력 등을 강조한 포용정책으로 전환되었다. 이는 북한을 비교적 신뢰하며 북한과 대화를 추진하였던 클린턴 행정부의 외교적 요구이기도 했다.
햇볕정책을 통해 남북 정상회담과 개성공단 설립 등의 가시적 성과는 있었지만 제1연평해전과 제2연평해전을 막지 못해 북한의 무력 도발을 막지 못했다는 비판을 받았다. 현대가 북한에 7대 대북 사업권 구입을 위해 북한에 4억 5천만 달러를 송금한 대북 불법 송금사건 도중 정상회담 대가도 포함되어 있는 것으로 밝혀져 후일 햇볕정책의 진정성과 투명성의 문제가 생기는 계기가 되었다.

### IMF경제위기 극복을 위한 재외동포법 제정 시행
1999년 9월 최초로 「재외동포의 출입국과 법적 지위에 관한 법률」 (약칭 재외동포법)을 제정하여 시행하게 된다. 재외동포의 경제회생 동참 및 거주국 정착 유도, 애로사항 선별 수용을 위한 법률 입안이었다.
재외동포법은 제정·시행 이후에도 논란의 대상이었고, 1999년 12월에 법률이 시행된 이후로 2013년 1월 1일부터 복수국적을 제한적이나마 허용하게 된다. 법률이 시행되는 동안에 대한민국 국적을 이탈·상실하여 외국국적동포가 된 경우가 다수 발생하면서 또다시 사회적 논란에 휩싸이기도 한다.

## 경제
경제위기 극복은 국민의 정부의 최대의 치적으로 평가되고 있다.
역대 정권 최초로 정권 기간을 종합하여 무역수지 흑자, 경상 수지 흑자를 기록했다. 5년 연속 기록한 경상수지 흑자는 906억 달러 증가했고, 연평균 증가액은 181억1400만 달러인데, 역대 정권 가운데 가장 좋은 기록이다. 연평균 소비자물가 상승률은 연평균 3.5%로 참여정부의 3.0%에 이어 2위를 기록했다.
국내총생산(GDP) 증가율은 연평균 4.5%로 노무현 정부의 4.3%보다 높았지만, 전두환 정부(8.7%), 노태우 정부(8.4%), 김영삼 정부(7.1%) 등에 비해서는 낮았다. 그러나 외환위기 직후인 1998년을 제외한 성장률은 1999년 9.5%, 2000년 8.5%, 2001년 4.0%, 2002년 7.2% 등으로 4년 평균 7.3%였다.

### IMF 위기 극복
국민의 정부는 문민정부 말년에 발생한 IMF 외환위기 사태를 극복해야 하는 숙제를 떠안게 되었다. IMF로부터 구제 금융을 받는 대가로 근로기준법 개정에 따른 정리해고제 도입을 비롯한 강도 높은 기업 구조조정 실시를 요구받았고, 국제 수준의 기업 투명성 강화와 부채비율 축소정책을 추진하여 금융, 기업, 노동, 공공 4대분야에 일대 개혁을 단행했다. 그리하여 2001년 8월, 예상보다 3년을 앞당겨 IMF차입금을 전액 상환했다.
국민의 정부는 국제통화기금(IMF)과의 자금지원 합의를 통해 취임 뒤 불과 한 달 만에 214억 달러를 도입했다.
국민의 정부는 다각도로 위기 극복을 위해 대안을 마련했다. 첫째, 김대중 대통령은 그룹 총수들과의 5개항 합의사항을 끌어내 기업의 경영 투명성 확보 및 구조조정을 촉진했다. 둘째, 노사정 협의를 통해 노동시장의 유연성을 확보하기 위해 근로기준법을 개정 정리해고제, 근로자 파견제 등을 도입했다. 셋째, 수출 증대 및 외국인 투자의 활성화를 위해 대통령이 주재하는 ‘무역·투자촉진 전략회의’를 설치 운영하고 외국인 투자유치 촉진을 위해서 외국인 투자 자유지역을 설정하고 원스톱 서비스 기능을 강화했다. 또한 김대중 대통령은 실용주의 외교노선으로 선진 각국을 방문, 외자 유치와 투자 지원의 성과를 거두었다. 넷째, 공공부문의 생산성 증대와 규제 완화를 위해 국책사업의 민영화와 경쟁촉진으로 공기업의 경영혁신을 유도했으며 기업의 생산활동을 위축하는 경제 규제와 외국인에 대한 진입 규제 등도 완화했다.
국민의 정부 초기의 성과로 우선 외환·금융시장의 안정을 들 수 있다. 경제수지 흑자와 외국인 투자자금 유입 등에 힘입어 외환 보유액이 사상 최대규모로 증가하고 환율도 안정세를 보였다. 구조조정의 성과가 반영되면서 금리도 한 자리수로 안정되고 주가도 상승했으며, 금융시장도 점차 안정되는 모습을 보였다. 또, 실물경제의 회복을 들 수 있는데, 마이너스에서 플러스 경제 성장을 이루었고, 한 자리수 물가, 실업률의 대폭 감소 등 빠른 속도로 경기를 회복하고 있다. 1997년 이후 ‘투자 부적격’으로 하향 조정되었던 우리나라의 국가 신용등급은 1999년 들어 ‘투자적격’ 수준으로 회복되었고, 그에 따라 대외신인도도 개선되어 외국인의 직접 투자가 꾸준히 늘어났다.
금융기관 단기외채에 대한 만기연장과 외국환평형기금채권 발행도 성공적으로 이어지면서 환율·금리 안정을 이끌어 냈다. 신속한 구조조정을 위해 64조원에 이르는 대규모 공적자금을 투입, 부실 금융사와 기업의 퇴출작업을 진행했다. 또한 재벌의 독과점 폐해 견제와 재무구조 건전성 강화, 순환출자 및 상호지급보증 해소 등 시장경제 규율을 확립하는 조치들도 우리나라가 IMF체제에서 4년 만에 조기극복하는 밑거름이 되었다.
2001년 IMF에게 빌린 195억불을 전액 상환함으로써 4년여에 걸친 외환위기 사태는 막을 내렸다. 하지만 한국 전쟁 이래 최대 국난이라는 촌평답게 외환위기 사태 이후 한국 사회는 평생 직장 개념이 사라지고 명예퇴직으로 인해 수많은 중산층 가정이 몰락하는 일대 변혁을 가져오게 되었다.

### 부동산 정책
국민의 정부는 외환위기 극복 과정에서 부동산경기 활성화를 추진했다. 국민의 정부는 거의 모든 부동산 규제를 없애다시피 했다. 분양가 전면자율화 및 분양권 전매 허용, 양도세 한시적 면세, 민영아파트 재당첨 제한기간 폐지, 임대주택사업자 요건완화 등 다양한 정책이 잇따라 나왔고 그 결과는 부동산 투기로 이어졌다.

### IT·벤처기업 육성
IMF 사태로 침체에 빠진 경제에 활력을 불어넣기 위하여 국민의 정부는 정보 기술(IT) 관련 벤처기업을 육성하는 데 힘을 쏟았다. 이 당시 벤처 기업 활성화 대책으로 9천억 원 정도의 지원 자금이 마련되고 새로 창업하는 벤처기업에 3억 원을 지원하는 등의 정책을 발표하였으며 1998년 ‘벤처특별법’ 4차 개정을 통해 실험실 및 교수창업을 가능하게 하였다. 또한 창업 자본을 2000만 원으로 낮춰 창업의 문턱을 낮추었다. 2000년에는‘벤처촉진지구’를 도입해 지방 벤처기업 육성정책을 펼치며 조세감면을 통한 창업 활성화 마련과 벤처기업의 경영환경 개선을 위한 정책도 마련하였고 9차 개정에서는 스톡옵션제를 확산시켰다. 2002년 '벤처 건전화 방안'에선 M&A활성화 정책을 구축했다. 이 밖에도 코스닥시장 활성화를 위한 다양한 정책과 시장환경 개선을 위한 다양한 정책도 마련했다. 이러한 지원의 결과 1998년 말에는 2000개 회사에 불과했던 IT 관련 기업의 숫자가 2001년 6월에는 1만개 사를 기록하였고, 벤처 기업의 생산 비중은 대한민국 GDP의 3%에 달하기까지 하였다.
이러한 정책의 효과로, 경제 환란의 여파에도 불구하고 중소기업의 성장기여율은 대기업에 비해 계속해서 높았던 점을 들 수 있다. 연쇄부도와 최악의 유동성 악화를 보였던 대기업은 강력한 구조조정 추진으로 고용성장기여율이 마이너스를 보인 반면 중소기업은 고용성장기여율이 큰 폭으로 늘어났다. 또한 육성 정책이 시행된 국민의 정부 5년 동안, 초고속 인터넷 가입자 수가 1998년 1만4천 명에서 2002년 1040만 명으로 급증하고, 정보 산업 분야의 총 생산액도 1998년 76조 원에서 2002년 189조 원으로 증가하여 국내 총생산의 14.9%로 확대되는 등 정보 기술 산업 전체를 활성화시켰다. 이에 대해 인터넷 관련 기업의 모임인 한국인터넷기업협회는 이 정책이 지식정보화 강국으로 도약하는 토대를 놓았고 벤처산업을 육성하여, 인터넷 산업이 오늘날 한국 경제의 한 축이 되는 기틀을 다졌다.”고 밝혔다.
그러나 벤처기업에 대한 지원이 계속되면서, “벤처 대박”신화에 휩쓸린 투자자들이 일확천금을 꿈꾸고 과도한 투자를 하게 되어, 후반기에는 거품이 생기게 된다. 이후 윤태식 사건 등의 벤처 산업과 관련된 비리가 발생하였고, 2000년 봄 이후 새롬기술 사태 등으로 인해 거품이 붕괴하고 권노갑 등의 거물 정치가와 벤처기업의 유착이 밝혀지면서 벤처 산업은 사양길을 걸었다. 이러한 사건들은 벤처기업 우대 정책의 부작용을 보여주었다.

### 신용카드 활성화
또한 소비 활성화와 내수진작 정책을 펼쳤지만, 신용카드 산업의 무분별한 확장을 효과적으로 막지 못해 그 후에 일가족 자살 사건 등으로 상징되는 카드대란 사태가 발생하는 계기를 제공하였다. 신분증이 있는 사람이라면 누구나 카드를 발급 받을 수 있게 하는 등 신용카드 규제를 무제한으로 풀어버린 탓에 과잉 소비가 초래됐고 이는 가계 파탄의 주범이 됐다. 신용카드사업에 대한 활성화정책은 당시 경제를 진작 시키기 위한 방안이었다고는 하지만 그 진행을 효과적으로 조정하지 못하여 후일 카드 때문에 개인경제가 큰 타격을 입는 사태가 벌어졌다. 카드대란은 카드를 제대로 사용하지 못한 개인 당사자에게 1차적 책임을 물어야 할 문제이기는 하나, 발급 능력이 없는 개인에게까지 무분별하게 카드를 발급을 규제하지 못한 것은 실책으로 평가된다.

## 과학
1999년 2월 복제소 ‘영롱이’를 만들어낸 스타과학자 황우석 교수에게 문화관광부는 2001년에 세종문화상 대통령상을 수여한다. 2000년에는 황우석 교수가 체세포 복제 한우 '진이'를 탄생시켰는데, '진이'는 김대중 대통령이 직접 작명한 이름이었다.

## 사회
여성부와 국가인권위원회는 2001년 1월 29일 정부조직법 개편에 따라 신설되었다. 여성부는 여성의 인권을 크게 증진하였으며 또한 국가인권위원회는 사회적 약자들의 권리를 지켜주었다.

## 복지
- 1999년 국민연금 적용대상이 전국민으로 확대되었다.
- 2000년 국민기초생활보장제도가 도입되었다.
- 2001년 국가인권위원회법을 공포하였다.

## 개각

### 국민의 정부 제1기 내각(조각)
1998년 2월 25일 김대중 정부는 출범하였으나, 야당의 반대로 인하여 국무총리 인준이 계속 이루어지지 못하였다. 여야는 3월 2일 국무총리인준표결에 합의하였으나, 3월 2일 국회에서 여당인 새정치국민회의와 자유민주연합과 야당인 한나라당간에 갈등이 발생하여 김종필 국무총리 인준안이 표결 도중 중지되었다. 한편, 대폭 개정된 김대중정부의 정부조직법(98년 2월 28일 공포)이 2월 28일 전격 공포되었다. 그러나 국회에서의 총리 인준 문제로 인하여 김대중은 3월 2일까지 내각을 출범시키지 못했다. 김대중은 3월 3일 김종필을 총리서리로 임명하고, 김영삼 정부의 국무총리인 고건 국무총리의 제청을 받아 17부 장관에 대한 조각을 완료한다.

#### 보각
1998년 4월 주양자 보건복지부 장관이 각종 부정 의혹으로 인하여 사퇴하였다.
1998년 8월 러시아 외교관 추방 등으로 인한 한러관계 문제로 인하여 외교부 장관이 경질되고, 후임에 홍순영 전 외교부 차관이 임명되었다.
1998년 12월 배순훈 정보통신부 장관이 경질되었다.
1999년 2월 김정길 행정자치부 장관이 청와대 정무수석비서관으로 이동하고, 행정자치부 장관에 김기재 전 의원이 임명되었다.
1999년 3월 과학기술부 장관에 서정욱이 임명되었다.
1999년 3월 해양수산부 장관에 정상천이 임명되었다.

### 국민의 정부 제2기 내각(제1차 개각)
1999년 5월 24일 김대중은 11부 장관을 경질하는 대폭 개각을 단행한다. 취임 이후 첫번째로 이뤄진 개각이었다. 재경부장관에 강봉균 경제수석비서관이, 국방부 장관에 조성태, 문화관광부 장관에 박지원, 보건복지부 장관에 차흥봉이 임명되었다.

#### 보각
1999년 6월 김태정 법무부 장관이 옷로비 사건으로 인하여 경질되었다. 후임에 김정길 청와대 수석이 임명되었다.
1999년 6월 손숙 환경부 장관이 공연 논란으로 인하여 경질되었다.
1999년 12월 임동원 통일부 장관이 국가정보원장으로 이동 배치되었다. 후임에 박재규 경남대학교 총장이 임명되었다.

### 국민의 정부 제3기 내각(제2차 개각)
김대중은 2000년 1월 14일 국무총리를 포함에 7부 장관에 대한 개각을 단행한다. 국무총리에 박태준 의원이, 교육부장관에 문용린이, 행정자치부 장관에 최인기 전 내무부 차관이, 외교통상부 장관에 이정빈이 임명되었다.

#### 보각
2000년 2월 14일 남궁석 정보통신부 장관이 총선 출마를 위해 사퇴하였다.
2000년 2월 이상룡 노동부 장관이 경질되고 후임에 최선정이 임명되었다.

#### 총리 인선
2000년 5월 박태준 국무총리가 부동산 문제로 인하여 사퇴하였다. 후임에 이한동이 지명되었다. 이한동은 서리로 임명되었고, 국회 인사청문회를 거쳐 6월 국무총리에 취임한다.

### 국민의 정부 제4기 내각(제3차 개각)
2000년 8월 7일 김대중은 교육부 장관 등 8개 부처에 대한 개각을 단행한다. 재정경제부 장관에는 진념 전 동력자원부 장관이, 해양수산부 장관에는 노무현이 임명되었다.

#### 보각
2000년 8월 개각으로 교육부장관에 임명된 송자에 대하여 비리 의혹이 제기되었다. 김대중은 송자 교육부 장관을 경질하고 후임에 이돈희 새교육공동체위원장을 임명하였다.
2000년 9월 박지원 문화관광부 장관이 한빛은행 특혜대출 의혹사건으로 인하여 경질되었다. 후임에 김한길이 임명되었다.
2001년 1월 정부조직법 개정으로 인하여 부총리로 승격된 교육부장관에 한완상이, 신설된 여성부 장관에 한명숙이 임명되었다.
2001년 3월 23일 건강보험 재정문제로 인하여 최선정 보건복지부 장관이 경질되었다.

### 국민의 정부 제5기 내각(제4차 개각)
2001년 3월 26일 김대중은 통일부 장관, 외교부 장관 등 9부 장관을 경질하는 중폭 개각을 단행하였다. 행정자치부 장관에는 이근식 전 내무부 차관이, 외교통상부 장관에는 한승수 의원이, 국방부 장관에는 김동신 전 육군참모총장, 해양수산부 장관에는 정우택 자민련 의원, 과학기술부 장관에는 김영환 민주당 의원이 임명되었다.

#### 보각
2001년 5월 21일 김정길 법무부 장관이 경질되고 후임에 안동수가 임명되었다.
2001년 5월 24일 안동수 법무부 장관이 '김대중 정권에 충성해야 한다'는 취임사로 인하여 비판을 받으며 임명된 지 3일 만에 경질되었다.
2001년 8월 오장섭 건설교통부 장관이 경질되고 후임에 김용채 자유민주연합 의원이 임명되었다.

### 국민의 정부 제6기 내각(제5차 개각)
2001년 8월 한나라당이 제출한 임동원 통일부 장관 해임건의안에 자유민주연합이 찬성하면서 김대중-김종필 공동정권은 출범한 지 3년 6개월 만에 붕괴되었다. 이로 인하여 내각에 입각한 자민련 출신 의원들이 모두 경질되었다. 그러나, 자민련 의원을 겸하고 있는 국무총리 이한동은 김대중-김종필 공동정권 붕괴에도 불구하고 당의 입장과 관계없이 국무총리의 직을 계속 수행하겠다고 발표하였다. 이한동의 소속 정당인 자유민주연합은 이에 따라 이한동을 자민련에서 제명하였다. DJP 연합 붕괴에 따라 김대중은 9월 6일 자민련 소속으로 내각에 입각한 장관과 국회가 해임 건의한 임동원 통일부 장관을 경질하는 중폭 개각을 단행한다. 통일부 장관에 홍순영 주중국 대사가, 문화체육부 장관에 남궁진이, 노동부 장관에 유용태 민주당 의원이 임명되었다.

#### 보각
2001년 9월 6일 개각으로 임명된 안정남 건설교통부 장관이 각종 의혹으로 인해 임명된 지 23일 만인 9월 27일 경질되었다.

### 국민의 정부 제7기 내각(제6차 개각)
2002년 1월 29일 김대중은 취임 이후 6번째 개각을 단행하였다. 교육부총리에 이상주가 임명되는 등 8개 부처 장관을 경질하는 중폭 개각이 단행되었다.

#### 보각
2002년 2월 한승수 외교통상부 장관이 경질되고 후임에 최성홍 고려대학교 교수가 임명되었다.
2002년 4월 진념 경제부총리가 경질되고 후임에 전윤철 전 기획예산처 장관이 임명되었다.

### 국민의 정부 제8기 내각(제7차 개각)
김대중은 김홍업, 김홍걸 등 세 아들의 비리 및 최규선 게이트 등 각종 비리 의혹으로 인하여 정권 지지도가 크게 떨어지는 등 위기에 봉착하자 2002년 7월 취임 이후 7번째 개각을 단행하였다. 사상 최초로 여성 총리를 지명하고, 7개 부처 장관을 경질하는 중폭 개각이 단행되었다. 국무총리에 장상 이화여대 총장을, 국방부 장관에 이준 전 육군참모총장을 지명하였다. 그러나 장상 총리서리는 2002년 7월 국회 인사청문회에서 부동산 투기 의혹, 아들의 국적 포기 의혹, 위장 전입 등 각종 의혹이 제기되면서 국회 인준에 어려움을 겪을 것으로 예상되었다. 결국 야당인 한나라당과 자유민주연합이 반대하면서 국회는 장상 국무총리 인준안을 부결하였고, 장상 서리는 사퇴하였다.
2002년 10월 8일 한상(韓商)이라는 단어를 처음 쓰기 시작하며 재외동포재단의 주관으로 제1차 세계 한상대회(World Korean Business Convention)를 서울에서 개최한다.

#### 총리 인선
장상 국무총리 인준안이 국회에서 부결되자, 2002년 8월 김대중은 신임 총리에 장대환 매일경제 사장을 지명하고, 장대환을 총리서리로 임명하였다. 그러나 장대환의 국회 인사청문회에서 위장 전입, 부동산 투기 등 각종 의혹이 제기되었고, 야당인 한나라당과 자유민주연합은 장대환 국무총리 인준안에 대하여 반대하였다. 결국 장대환 국무총리 인준안은 국회에서 부결되었고, 장대환 총리서리는 사퇴하였다.
연이은 국무총리 후보자의 사퇴로 인하여 김대중은 위기에 봉착하게 된다. 결국 김대중은 김석수 대법관을 국무총리로 지명하고, 총리서리에 임명하였다. 김석수는 2002년 10월 국회 인준을 거쳐 국무총리에 임명되었다.

#### 보각
2002년 11월 김정길 법무부 장관이 사퇴하였다. 후임에 심상명이 내정되었다.

## 평가

### 의의
국민의 정부는 여러 가지 역사적 의의를 가지고 있으나 대표적으로 두 가지를 뽑을 수 있다.
첫째로는 권위주의, 국가주도계획경제, 냉전이라는 과거 정권의 유산을 청산하고 자유 민주주의, 시장경제와 냉전의 해체로의 전환을 실행한 것이다. 권력의 분할을 통해 권위주의 청산에 나섰으며 이는 참여 정부에 계승되었다.
둘째로는 37년여 만에 선거를 통해 처음으로 이루어진 평화적인 민주적 정권교체이다. 국민의 정부는 조기에 IMF 경제위기를 극복했고, 아시아 자유 민주주의와 인권을 신장시키고 남북화해정책에 기여하여 2000년 김대중 대통령은 한국인 최초로 노벨 평화상을 수상하기도 하였다.
군사정권과의 용서와 화해를 통한 역사적 화해를 이끌어냈다는 평가도 있다.

## 비판

### 경제 정책
국민의 정부가 외환 위기에 대처한 정책에 대해 부정적인 의견을 가진 사람도 있다. 전경련같은 재계단체에서는 대기업을 억제하는 정책으로 인해, 높은 성장률을 만들 동력을 약화시켰다는 주장도 한다. 현대와의 비리와 현대봐주기와 같은 친현대정책으로 " 현대공화국이 아니냐 "는 비판을 받기도 했다. 경제활성화를 위한 부동산 규제 완화와 카드 무규제가 카드대란과 부동산투기과열을 야기해 비판을 받기도 한다. 외국인 주식투자 한도 철폐와 노동시장 유연성 확대 등 IMF사태로 시작된 신자유주의 경제 정책은 금융시장의 대외 종속화와 중산층 붕괴 등의 단초를 제공했다는 비판도 나오는 등 평가가 엇갈린다.

### 과거사 청산 관련
진보진영에서는 자신에 대한 반대 세력의 악의적인 색깔론 공세로 인해 이를 의식해 구 군사정권 잔재의 청산에 소홀했다는 비판을 받기도 한다. 1997년 대통령 선거를 앞두고 김종필과의 내각제 개헌을 조건으로 한 후보단일화 뒤 경북 구미시 유세에서 "내가 대통령이 되면 김종필씨와 손을 잡고 박정희기념관을 건립하겠다"라는 공약을 내세웠고, 대통령 취임 이 후에는 김중권, 이상주 이종찬 등의 제5공화국 핵심인사들을 청와대 비서실장으로 중용함으로 그의 지지자들로부터 "역사청산에 소홀했다"라는 비판을 듣기도 한다.

### 인위적 정계 개편 논란
대선 전 김대중은 자유민주연합 김종필 후보와 단일화를 이뤄냈고, 그가 당선됨에 따라 자유민주연합은 국민회의와 더불어 여당의 지위를 얻게 되었다. 그러나 당시 원내 1당은 한나라당이었고, 당시 공동여당의 의석수는 이에 미치지 못했다. 그러자 김대중은 소수여당으로서의 한계를 느끼고 인위적인 정계개편을 단행하였다. 우선 1997년 15대 대선에서 3위로 낙선하고 이듬해 열린 1998년 제2회 지방선거에서도 주목할 만한 성적을 거두지 못했던 이인제의 국민신당과의 합당을 추진하였다. 그러나 이후에는 검찰을 동원하여 한나라당에 대한 전방위적인 사정을 단행하여 그곳의 의원들을 빼앗는 방법 등을 써 국회 과반의석수를 만드는 데 성공하였다. 그러자 일부 의원들은 자발적으로 권력을 좇아 당적을 변경하는 철새행각을 벌이기도 했다.
그러나 16대 총선에서 또다시 한나라당이 1당을 차지하였으며, 공동여당은 또다시 이에 밀리고 말았다. 그러자 김대중은 2000년 12월, 새천년민주당 소속이었던 유성구의 국회의원 송석찬을 앞세워 ‘의원 꿔주기’를 주도했다. 그리하여 장재식, 송영진, 배기선이 공동여당에 입당한다. 이러한 행동은 "의회 민주주의 왜곡" 등의 비난을 받았고, 임기 말에는 공동여당 공조가 파기되고 말았다.

## 사건·사고
- 1998년 11월 18일 금강산 관광이 시작되었다.
- 1999년 1월 대전 법조 비리 사건이 있었다. 5월 신동아그룹 회장의 부인이 남편 구명을 위해 고위급 인사에게 고가의 옷 로비를 한 옷로비 사건이 발생했다. 이 사건의 수사를 위해 대한민국 사상 처음으로 특별검사제도가 도입되었다. 6월 씨랜드 청소년수련원 화재 사건과 제1연평해전이 있었다. 그리고 10월 인현동 호프집 화재 참사가 있었다. 대한항공 1533편 활주로 이탈 사고가 발생했다.
- 2000년 2월 용산 미군 기지 영안실에서 미군무원이 독성을 가진 발암물질인 포름알데히드를 한강에 무단방류한 사건이 있었다. 이 사건은, 맥팔랜드에 대한 처벌이 실질적으로 이루어지지 않았고 대한민국 사법부에 대한 무시 행위로 대한민국 국민들의 반미감정을 고조시켰다. 남북 정상회담과 6·15 남북 공동 선언이 발표되었다. 10월 20일 2000년 서울 아시아·유럽 정상회의 개막.
- 2000년 8월 의약분업으로 인해 사회적 갈등이 발생했다.
- 2001년 8월 23일 IMF 지원자금 195억불을 전액 상환하여 IMF 관리체제에서 벗어났다. 이용호 게이트 사건으로 특검 실시되었다.
- 2002년 4월 15일  중국국제항공 129편 추락 사고가 발생해서 한국인 승객 110명이 사망했다.
- 2002년 6월 13일 여중생인 신효순, 심미선이 주한 미군 미 보병 2사단 대대 전투훈련을 위해 이동 중인 부교 운반용 장갑차에 깔려 숨진 사건(미군 장갑차 여중생 압사 사건)이 발생하였다. 2002년 한일 월드컵이 개최되었다. 그리고 6월 29일 서해에서 제2연평해전이 발생하였다.
- 2002년 12월 19일 대한민국 대통령 선거 제16대 대통령 후보 노무현이 당선 되었다. 이로써 정권 재창출에 성공으로 민주당은 위대한 승리의 분위기를 느꼈다.

- 2003년 1월 25일 대한민국 거의 대부분의 인터넷 망이 마비된 1·25 인터넷 대란이 있었다.
- 2003년 2월 18일 21세기 대한민국 최악의 지하철 참사인 대구 지하철 화재 참사가 발생했다.
- 2003년 2월 24일 국민의 정부의 임기가 종료 되었다 2월 25일 후임 정부인 참여 정부(노무현 정부)가 출범을 하였다.

## 같이 보기
- 대한민국의 역대 대통령
- 대한민국 제15대 대통령 선거
- 대한민국 제15대 국회의원 선거
- 제2회 전국동시지방선거
- 대한민국 제6공화국
- 금모으기 운동
- 김종필
- 김홍업
- 햇볕정책
- 금강산 관광
- 2002 월드컵
- 옷로비 사건